# Carlo Antonio Lodovico Bellardi
Carlo Antonio Lodovico Bellardi (ur. 30 lipca 1741 w Cigliano, zm. 4 maja 1826 w Turynie) – włoski lekarz, botanik i mykolog.

## Życiorys
Był lekarzem i został profesorem medycyny na Uniwersytecie Turyńskim. Najwięcej jednak osiągnął w dziedzinie botaniki. Był zapalonym badaczem flory Piemontu i Sabaudii. W latach 1759–1790 zebrał w tych regionach dużą kolekcję okazów botanicznych. Wspierany finansowo przez patrona Roderigo Continho De Souza prowadził ogród botaniczny. Opublikował niewiele prac naukowych, wśród botaników włoskich i zagranicznych cieszył się jednak dużym autorytetem. Poważali go tacy słynni botanicy jak Antonio Bertoloni i Carl Ludwig Willdenow, korespondowali z nim Karol Linneusz, Johann Friedrich Gmelin, Dominique Villars, Jacques-Julien Houtou de La Billardièr, De Suffren i inni. Bonino wymienia około sześćdziesięciu nowych gatunków odkrytych przez Bellardiego. Sporządzony przez niego zielnik jest przechowywany w Ogrodzie Botanicznym w Turynie. W połowie XIX wieku został jednak poważnie uszkodzony, a niektóre ważne okazy zaginęły.
W naukowych nazwach opisanych przez niego taksonów dodawane jest jego nazwisko Bellardi. Uczczono go nazywając jego nazwiskiem rodzaj roślin Bellardia.